# Huernia andreaeana
Huernia andreaeana là một loài thực vật có hoa trong họ La bố ma. Loài này được (Rauh) Leach mô tả khoa học đầu tiên năm 1974.